# Zbójno
Zbójno [ˈzbui̯nɔ] är en by i Powiat kolski i det polska vojvodskapet Storpolen. Zbójno är beläget 6 kilometer norr om Kłodawa, 24 kilometer nordost om Koło och 138 kilometer öster om Poznań.
Zbójno var åren 1975–1998 beläget i Konins vojvodskap.